# Dominació (escacs)
En els escacs, i particularment als estudis de final, la dominació ocorre quan una peça té una relativament àmplia capacitat d'elecció per triar una casella on anar, però malgrat això, no podrà evitar ésser capturada.
|   | a | b | c | d | e | f | g | h |   |
| 8 | g8 negres rei · a7 negres peó · f7 negres peó · g7 negres peó · h6 negres peó · c5 negres peó · c4 blanques cavall · h4 blanques peó · a3 blanques peó · c3 negres alfil · e3 blanques peó · g3 blanques peó · f2 blanques peó · g2 blanques dama · d1 negres dama · g1 blanques rei | g8 negres rei · a7 negres peó · f7 negres peó · g7 negres peó · h6 negres peó · c5 negres peó · c4 blanques cavall · h4 blanques peó · a3 blanques peó · c3 negres alfil · e3 blanques peó · g3 blanques peó · f2 blanques peó · g2 blanques dama · d1 negres dama · g1 blanques rei | g8 negres rei · a7 negres peó · f7 negres peó · g7 negres peó · h6 negres peó · c5 negres peó · c4 blanques cavall · h4 blanques peó · a3 blanques peó · c3 negres alfil · e3 blanques peó · g3 blanques peó · f2 blanques peó · g2 blanques dama · d1 negres dama · g1 blanques rei | g8 negres rei · a7 negres peó · f7 negres peó · g7 negres peó · h6 negres peó · c5 negres peó · c4 blanques cavall · h4 blanques peó · a3 blanques peó · c3 negres alfil · e3 blanques peó · g3 blanques peó · f2 blanques peó · g2 blanques dama · d1 negres dama · g1 blanques rei | g8 negres rei · a7 negres peó · f7 negres peó · g7 negres peó · h6 negres peó · c5 negres peó · c4 blanques cavall · h4 blanques peó · a3 blanques peó · c3 negres alfil · e3 blanques peó · g3 blanques peó · f2 blanques peó · g2 blanques dama · d1 negres dama · g1 blanques rei | g8 negres rei · a7 negres peó · f7 negres peó · g7 negres peó · h6 negres peó · c5 negres peó · c4 blanques cavall · h4 blanques peó · a3 blanques peó · c3 negres alfil · e3 blanques peó · g3 blanques peó · f2 blanques peó · g2 blanques dama · d1 negres dama · g1 blanques rei | g8 negres rei · a7 negres peó · f7 negres peó · g7 negres peó · h6 negres peó · c5 negres peó · c4 blanques cavall · h4 blanques peó · a3 blanques peó · c3 negres alfil · e3 blanques peó · g3 blanques peó · f2 blanques peó · g2 blanques dama · d1 negres dama · g1 blanques rei | g8 negres rei · a7 negres peó · f7 negres peó · g7 negres peó · h6 negres peó · c5 negres peó · c4 blanques cavall · h4 blanques peó · a3 blanques peó · c3 negres alfil · e3 blanques peó · g3 blanques peó · f2 blanques peó · g2 blanques dama · d1 negres dama · g1 blanques rei | 8 |
| 7 | g8 negres rei · a7 negres peó · f7 negres peó · g7 negres peó · h6 negres peó · c5 negres peó · c4 blanques cavall · h4 blanques peó · a3 blanques peó · c3 negres alfil · e3 blanques peó · g3 blanques peó · f2 blanques peó · g2 blanques dama · d1 negres dama · g1 blanques rei | g8 negres rei · a7 negres peó · f7 negres peó · g7 negres peó · h6 negres peó · c5 negres peó · c4 blanques cavall · h4 blanques peó · a3 blanques peó · c3 negres alfil · e3 blanques peó · g3 blanques peó · f2 blanques peó · g2 blanques dama · d1 negres dama · g1 blanques rei | g8 negres rei · a7 negres peó · f7 negres peó · g7 negres peó · h6 negres peó · c5 negres peó · c4 blanques cavall · h4 blanques peó · a3 blanques peó · c3 negres alfil · e3 blanques peó · g3 blanques peó · f2 blanques peó · g2 blanques dama · d1 negres dama · g1 blanques rei | g8 negres rei · a7 negres peó · f7 negres peó · g7 negres peó · h6 negres peó · c5 negres peó · c4 blanques cavall · h4 blanques peó · a3 blanques peó · c3 negres alfil · e3 blanques peó · g3 blanques peó · f2 blanques peó · g2 blanques dama · d1 negres dama · g1 blanques rei | g8 negres rei · a7 negres peó · f7 negres peó · g7 negres peó · h6 negres peó · c5 negres peó · c4 blanques cavall · h4 blanques peó · a3 blanques peó · c3 negres alfil · e3 blanques peó · g3 blanques peó · f2 blanques peó · g2 blanques dama · d1 negres dama · g1 blanques rei | g8 negres rei · a7 negres peó · f7 negres peó · g7 negres peó · h6 negres peó · c5 negres peó · c4 blanques cavall · h4 blanques peó · a3 blanques peó · c3 negres alfil · e3 blanques peó · g3 blanques peó · f2 blanques peó · g2 blanques dama · d1 negres dama · g1 blanques rei | g8 negres rei · a7 negres peó · f7 negres peó · g7 negres peó · h6 negres peó · c5 negres peó · c4 blanques cavall · h4 blanques peó · a3 blanques peó · c3 negres alfil · e3 blanques peó · g3 blanques peó · f2 blanques peó · g2 blanques dama · d1 negres dama · g1 blanques rei | g8 negres rei · a7 negres peó · f7 negres peó · g7 negres peó · h6 negres peó · c5 negres peó · c4 blanques cavall · h4 blanques peó · a3 blanques peó · c3 negres alfil · e3 blanques peó · g3 blanques peó · f2 blanques peó · g2 blanques dama · d1 negres dama · g1 blanques rei | 7 |
| 6 | g8 negres rei · a7 negres peó · f7 negres peó · g7 negres peó · h6 negres peó · c5 negres peó · c4 blanques cavall · h4 blanques peó · a3 blanques peó · c3 negres alfil · e3 blanques peó · g3 blanques peó · f2 blanques peó · g2 blanques dama · d1 negres dama · g1 blanques rei | g8 negres rei · a7 negres peó · f7 negres peó · g7 negres peó · h6 negres peó · c5 negres peó · c4 blanques cavall · h4 blanques peó · a3 blanques peó · c3 negres alfil · e3 blanques peó · g3 blanques peó · f2 blanques peó · g2 blanques dama · d1 negres dama · g1 blanques rei | g8 negres rei · a7 negres peó · f7 negres peó · g7 negres peó · h6 negres peó · c5 negres peó · c4 blanques cavall · h4 blanques peó · a3 blanques peó · c3 negres alfil · e3 blanques peó · g3 blanques peó · f2 blanques peó · g2 blanques dama · d1 negres dama · g1 blanques rei | g8 negres rei · a7 negres peó · f7 negres peó · g7 negres peó · h6 negres peó · c5 negres peó · c4 blanques cavall · h4 blanques peó · a3 blanques peó · c3 negres alfil · e3 blanques peó · g3 blanques peó · f2 blanques peó · g2 blanques dama · d1 negres dama · g1 blanques rei | g8 negres rei · a7 negres peó · f7 negres peó · g7 negres peó · h6 negres peó · c5 negres peó · c4 blanques cavall · h4 blanques peó · a3 blanques peó · c3 negres alfil · e3 blanques peó · g3 blanques peó · f2 blanques peó · g2 blanques dama · d1 negres dama · g1 blanques rei | g8 negres rei · a7 negres peó · f7 negres peó · g7 negres peó · h6 negres peó · c5 negres peó · c4 blanques cavall · h4 blanques peó · a3 blanques peó · c3 negres alfil · e3 blanques peó · g3 blanques peó · f2 blanques peó · g2 blanques dama · d1 negres dama · g1 blanques rei | g8 negres rei · a7 negres peó · f7 negres peó · g7 negres peó · h6 negres peó · c5 negres peó · c4 blanques cavall · h4 blanques peó · a3 blanques peó · c3 negres alfil · e3 blanques peó · g3 blanques peó · f2 blanques peó · g2 blanques dama · d1 negres dama · g1 blanques rei | g8 negres rei · a7 negres peó · f7 negres peó · g7 negres peó · h6 negres peó · c5 negres peó · c4 blanques cavall · h4 blanques peó · a3 blanques peó · c3 negres alfil · e3 blanques peó · g3 blanques peó · f2 blanques peó · g2 blanques dama · d1 negres dama · g1 blanques rei | 6 |
| 5 | g8 negres rei · a7 negres peó · f7 negres peó · g7 negres peó · h6 negres peó · c5 negres peó · c4 blanques cavall · h4 blanques peó · a3 blanques peó · c3 negres alfil · e3 blanques peó · g3 blanques peó · f2 blanques peó · g2 blanques dama · d1 negres dama · g1 blanques rei | g8 negres rei · a7 negres peó · f7 negres peó · g7 negres peó · h6 negres peó · c5 negres peó · c4 blanques cavall · h4 blanques peó · a3 blanques peó · c3 negres alfil · e3 blanques peó · g3 blanques peó · f2 blanques peó · g2 blanques dama · d1 negres dama · g1 blanques rei | g8 negres rei · a7 negres peó · f7 negres peó · g7 negres peó · h6 negres peó · c5 negres peó · c4 blanques cavall · h4 blanques peó · a3 blanques peó · c3 negres alfil · e3 blanques peó · g3 blanques peó · f2 blanques peó · g2 blanques dama · d1 negres dama · g1 blanques rei | g8 negres rei · a7 negres peó · f7 negres peó · g7 negres peó · h6 negres peó · c5 negres peó · c4 blanques cavall · h4 blanques peó · a3 blanques peó · c3 negres alfil · e3 blanques peó · g3 blanques peó · f2 blanques peó · g2 blanques dama · d1 negres dama · g1 blanques rei | g8 negres rei · a7 negres peó · f7 negres peó · g7 negres peó · h6 negres peó · c5 negres peó · c4 blanques cavall · h4 blanques peó · a3 blanques peó · c3 negres alfil · e3 blanques peó · g3 blanques peó · f2 blanques peó · g2 blanques dama · d1 negres dama · g1 blanques rei | g8 negres rei · a7 negres peó · f7 negres peó · g7 negres peó · h6 negres peó · c5 negres peó · c4 blanques cavall · h4 blanques peó · a3 blanques peó · c3 negres alfil · e3 blanques peó · g3 blanques peó · f2 blanques peó · g2 blanques dama · d1 negres dama · g1 blanques rei | g8 negres rei · a7 negres peó · f7 negres peó · g7 negres peó · h6 negres peó · c5 negres peó · c4 blanques cavall · h4 blanques peó · a3 blanques peó · c3 negres alfil · e3 blanques peó · g3 blanques peó · f2 blanques peó · g2 blanques dama · d1 negres dama · g1 blanques rei | g8 negres rei · a7 negres peó · f7 negres peó · g7 negres peó · h6 negres peó · c5 negres peó · c4 blanques cavall · h4 blanques peó · a3 blanques peó · c3 negres alfil · e3 blanques peó · g3 blanques peó · f2 blanques peó · g2 blanques dama · d1 negres dama · g1 blanques rei | 5 |
| 4 | g8 negres rei · a7 negres peó · f7 negres peó · g7 negres peó · h6 negres peó · c5 negres peó · c4 blanques cavall · h4 blanques peó · a3 blanques peó · c3 negres alfil · e3 blanques peó · g3 blanques peó · f2 blanques peó · g2 blanques dama · d1 negres dama · g1 blanques rei | g8 negres rei · a7 negres peó · f7 negres peó · g7 negres peó · h6 negres peó · c5 negres peó · c4 blanques cavall · h4 blanques peó · a3 blanques peó · c3 negres alfil · e3 blanques peó · g3 blanques peó · f2 blanques peó · g2 blanques dama · d1 negres dama · g1 blanques rei | g8 negres rei · a7 negres peó · f7 negres peó · g7 negres peó · h6 negres peó · c5 negres peó · c4 blanques cavall · h4 blanques peó · a3 blanques peó · c3 negres alfil · e3 blanques peó · g3 blanques peó · f2 blanques peó · g2 blanques dama · d1 negres dama · g1 blanques rei | g8 negres rei · a7 negres peó · f7 negres peó · g7 negres peó · h6 negres peó · c5 negres peó · c4 blanques cavall · h4 blanques peó · a3 blanques peó · c3 negres alfil · e3 blanques peó · g3 blanques peó · f2 blanques peó · g2 blanques dama · d1 negres dama · g1 blanques rei | g8 negres rei · a7 negres peó · f7 negres peó · g7 negres peó · h6 negres peó · c5 negres peó · c4 blanques cavall · h4 blanques peó · a3 blanques peó · c3 negres alfil · e3 blanques peó · g3 blanques peó · f2 blanques peó · g2 blanques dama · d1 negres dama · g1 blanques rei | g8 negres rei · a7 negres peó · f7 negres peó · g7 negres peó · h6 negres peó · c5 negres peó · c4 blanques cavall · h4 blanques peó · a3 blanques peó · c3 negres alfil · e3 blanques peó · g3 blanques peó · f2 blanques peó · g2 blanques dama · d1 negres dama · g1 blanques rei | g8 negres rei · a7 negres peó · f7 negres peó · g7 negres peó · h6 negres peó · c5 negres peó · c4 blanques cavall · h4 blanques peó · a3 blanques peó · c3 negres alfil · e3 blanques peó · g3 blanques peó · f2 blanques peó · g2 blanques dama · d1 negres dama · g1 blanques rei | g8 negres rei · a7 negres peó · f7 negres peó · g7 negres peó · h6 negres peó · c5 negres peó · c4 blanques cavall · h4 blanques peó · a3 blanques peó · c3 negres alfil · e3 blanques peó · g3 blanques peó · f2 blanques peó · g2 blanques dama · d1 negres dama · g1 blanques rei | 4 |
| 3 | g8 negres rei · a7 negres peó · f7 negres peó · g7 negres peó · h6 negres peó · c5 negres peó · c4 blanques cavall · h4 blanques peó · a3 blanques peó · c3 negres alfil · e3 blanques peó · g3 blanques peó · f2 blanques peó · g2 blanques dama · d1 negres dama · g1 blanques rei | g8 negres rei · a7 negres peó · f7 negres peó · g7 negres peó · h6 negres peó · c5 negres peó · c4 blanques cavall · h4 blanques peó · a3 blanques peó · c3 negres alfil · e3 blanques peó · g3 blanques peó · f2 blanques peó · g2 blanques dama · d1 negres dama · g1 blanques rei | g8 negres rei · a7 negres peó · f7 negres peó · g7 negres peó · h6 negres peó · c5 negres peó · c4 blanques cavall · h4 blanques peó · a3 blanques peó · c3 negres alfil · e3 blanques peó · g3 blanques peó · f2 blanques peó · g2 blanques dama · d1 negres dama · g1 blanques rei | g8 negres rei · a7 negres peó · f7 negres peó · g7 negres peó · h6 negres peó · c5 negres peó · c4 blanques cavall · h4 blanques peó · a3 blanques peó · c3 negres alfil · e3 blanques peó · g3 blanques peó · f2 blanques peó · g2 blanques dama · d1 negres dama · g1 blanques rei | g8 negres rei · a7 negres peó · f7 negres peó · g7 negres peó · h6 negres peó · c5 negres peó · c4 blanques cavall · h4 blanques peó · a3 blanques peó · c3 negres alfil · e3 blanques peó · g3 blanques peó · f2 blanques peó · g2 blanques dama · d1 negres dama · g1 blanques rei | g8 negres rei · a7 negres peó · f7 negres peó · g7 negres peó · h6 negres peó · c5 negres peó · c4 blanques cavall · h4 blanques peó · a3 blanques peó · c3 negres alfil · e3 blanques peó · g3 blanques peó · f2 blanques peó · g2 blanques dama · d1 negres dama · g1 blanques rei | g8 negres rei · a7 negres peó · f7 negres peó · g7 negres peó · h6 negres peó · c5 negres peó · c4 blanques cavall · h4 blanques peó · a3 blanques peó · c3 negres alfil · e3 blanques peó · g3 blanques peó · f2 blanques peó · g2 blanques dama · d1 negres dama · g1 blanques rei | g8 negres rei · a7 negres peó · f7 negres peó · g7 negres peó · h6 negres peó · c5 negres peó · c4 blanques cavall · h4 blanques peó · a3 blanques peó · c3 negres alfil · e3 blanques peó · g3 blanques peó · f2 blanques peó · g2 blanques dama · d1 negres dama · g1 blanques rei | 3 |
| 2 | g8 negres rei · a7 negres peó · f7 negres peó · g7 negres peó · h6 negres peó · c5 negres peó · c4 blanques cavall · h4 blanques peó · a3 blanques peó · c3 negres alfil · e3 blanques peó · g3 blanques peó · f2 blanques peó · g2 blanques dama · d1 negres dama · g1 blanques rei | g8 negres rei · a7 negres peó · f7 negres peó · g7 negres peó · h6 negres peó · c5 negres peó · c4 blanques cavall · h4 blanques peó · a3 blanques peó · c3 negres alfil · e3 blanques peó · g3 blanques peó · f2 blanques peó · g2 blanques dama · d1 negres dama · g1 blanques rei | g8 negres rei · a7 negres peó · f7 negres peó · g7 negres peó · h6 negres peó · c5 negres peó · c4 blanques cavall · h4 blanques peó · a3 blanques peó · c3 negres alfil · e3 blanques peó · g3 blanques peó · f2 blanques peó · g2 blanques dama · d1 negres dama · g1 blanques rei | g8 negres rei · a7 negres peó · f7 negres peó · g7 negres peó · h6 negres peó · c5 negres peó · c4 blanques cavall · h4 blanques peó · a3 blanques peó · c3 negres alfil · e3 blanques peó · g3 blanques peó · f2 blanques peó · g2 blanques dama · d1 negres dama · g1 blanques rei | g8 negres rei · a7 negres peó · f7 negres peó · g7 negres peó · h6 negres peó · c5 negres peó · c4 blanques cavall · h4 blanques peó · a3 blanques peó · c3 negres alfil · e3 blanques peó · g3 blanques peó · f2 blanques peó · g2 blanques dama · d1 negres dama · g1 blanques rei | g8 negres rei · a7 negres peó · f7 negres peó · g7 negres peó · h6 negres peó · c5 negres peó · c4 blanques cavall · h4 blanques peó · a3 blanques peó · c3 negres alfil · e3 blanques peó · g3 blanques peó · f2 blanques peó · g2 blanques dama · d1 negres dama · g1 blanques rei | g8 negres rei · a7 negres peó · f7 negres peó · g7 negres peó · h6 negres peó · c5 negres peó · c4 blanques cavall · h4 blanques peó · a3 blanques peó · c3 negres alfil · e3 blanques peó · g3 blanques peó · f2 blanques peó · g2 blanques dama · d1 negres dama · g1 blanques rei | g8 negres rei · a7 negres peó · f7 negres peó · g7 negres peó · h6 negres peó · c5 negres peó · c4 blanques cavall · h4 blanques peó · a3 blanques peó · c3 negres alfil · e3 blanques peó · g3 blanques peó · f2 blanques peó · g2 blanques dama · d1 negres dama · g1 blanques rei | 2 |
| 1 | g8 negres rei · a7 negres peó · f7 negres peó · g7 negres peó · h6 negres peó · c5 negres peó · c4 blanques cavall · h4 blanques peó · a3 blanques peó · c3 negres alfil · e3 blanques peó · g3 blanques peó · f2 blanques peó · g2 blanques dama · d1 negres dama · g1 blanques rei | g8 negres rei · a7 negres peó · f7 negres peó · g7 negres peó · h6 negres peó · c5 negres peó · c4 blanques cavall · h4 blanques peó · a3 blanques peó · c3 negres alfil · e3 blanques peó · g3 blanques peó · f2 blanques peó · g2 blanques dama · d1 negres dama · g1 blanques rei | g8 negres rei · a7 negres peó · f7 negres peó · g7 negres peó · h6 negres peó · c5 negres peó · c4 blanques cavall · h4 blanques peó · a3 blanques peó · c3 negres alfil · e3 blanques peó · g3 blanques peó · f2 blanques peó · g2 blanques dama · d1 negres dama · g1 blanques rei | g8 negres rei · a7 negres peó · f7 negres peó · g7 negres peó · h6 negres peó · c5 negres peó · c4 blanques cavall · h4 blanques peó · a3 blanques peó · c3 negres alfil · e3 blanques peó · g3 blanques peó · f2 blanques peó · g2 blanques dama · d1 negres dama · g1 blanques rei | g8 negres rei · a7 negres peó · f7 negres peó · g7 negres peó · h6 negres peó · c5 negres peó · c4 blanques cavall · h4 blanques peó · a3 blanques peó · c3 negres alfil · e3 blanques peó · g3 blanques peó · f2 blanques peó · g2 blanques dama · d1 negres dama · g1 blanques rei | g8 negres rei · a7 negres peó · f7 negres peó · g7 negres peó · h6 negres peó · c5 negres peó · c4 blanques cavall · h4 blanques peó · a3 blanques peó · c3 negres alfil · e3 blanques peó · g3 blanques peó · f2 blanques peó · g2 blanques dama · d1 negres dama · g1 blanques rei | g8 negres rei · a7 negres peó · f7 negres peó · g7 negres peó · h6 negres peó · c5 negres peó · c4 blanques cavall · h4 blanques peó · a3 blanques peó · c3 negres alfil · e3 blanques peó · g3 blanques peó · f2 blanques peó · g2 blanques dama · d1 negres dama · g1 blanques rei | g8 negres rei · a7 negres peó · f7 negres peó · g7 negres peó · h6 negres peó · c5 negres peó · c4 blanques cavall · h4 blanques peó · a3 blanques peó · c3 negres alfil · e3 blanques peó · g3 blanques peó · f2 blanques peó · g2 blanques dama · d1 negres dama · g1 blanques rei | 1 |
|   | a | b | c | d | e | f | g | h |   |

El diagrama de la dreta mostra un exemple de dominació en una partida contemporània. Les blanques varen cometre un greu error fent 38.Rh2, permetent 38...Dd3 - que domina el cavall: a despit que té sis caselles disponibles on anar, no pot evitar ésser capturat. b2, d2, a5 i e5 estan vigilades per l'alfil, d6 per la dama negra, i b6 per un peó. A més a més, no hi ha possibilitat que la dama negra defensi la peça, ja que totes les caselles des de les quals podria fer-ho són controlades per la dama negra.

|   | a | b | c | d | e | f | g | h |   |
| 8 | c7 blanques cavall · e4 negres torre · f4 negres rei · f2 blanques rei · b1 blanques cavall · d1 blanques alfil | c7 blanques cavall · e4 negres torre · f4 negres rei · f2 blanques rei · b1 blanques cavall · d1 blanques alfil | c7 blanques cavall · e4 negres torre · f4 negres rei · f2 blanques rei · b1 blanques cavall · d1 blanques alfil | c7 blanques cavall · e4 negres torre · f4 negres rei · f2 blanques rei · b1 blanques cavall · d1 blanques alfil | c7 blanques cavall · e4 negres torre · f4 negres rei · f2 blanques rei · b1 blanques cavall · d1 blanques alfil | c7 blanques cavall · e4 negres torre · f4 negres rei · f2 blanques rei · b1 blanques cavall · d1 blanques alfil | c7 blanques cavall · e4 negres torre · f4 negres rei · f2 blanques rei · b1 blanques cavall · d1 blanques alfil | c7 blanques cavall · e4 negres torre · f4 negres rei · f2 blanques rei · b1 blanques cavall · d1 blanques alfil | 8 |
| 7 | c7 blanques cavall · e4 negres torre · f4 negres rei · f2 blanques rei · b1 blanques cavall · d1 blanques alfil | c7 blanques cavall · e4 negres torre · f4 negres rei · f2 blanques rei · b1 blanques cavall · d1 blanques alfil | c7 blanques cavall · e4 negres torre · f4 negres rei · f2 blanques rei · b1 blanques cavall · d1 blanques alfil | c7 blanques cavall · e4 negres torre · f4 negres rei · f2 blanques rei · b1 blanques cavall · d1 blanques alfil | c7 blanques cavall · e4 negres torre · f4 negres rei · f2 blanques rei · b1 blanques cavall · d1 blanques alfil | c7 blanques cavall · e4 negres torre · f4 negres rei · f2 blanques rei · b1 blanques cavall · d1 blanques alfil | c7 blanques cavall · e4 negres torre · f4 negres rei · f2 blanques rei · b1 blanques cavall · d1 blanques alfil | c7 blanques cavall · e4 negres torre · f4 negres rei · f2 blanques rei · b1 blanques cavall · d1 blanques alfil | 7 |
| 6 | c7 blanques cavall · e4 negres torre · f4 negres rei · f2 blanques rei · b1 blanques cavall · d1 blanques alfil | c7 blanques cavall · e4 negres torre · f4 negres rei · f2 blanques rei · b1 blanques cavall · d1 blanques alfil | c7 blanques cavall · e4 negres torre · f4 negres rei · f2 blanques rei · b1 blanques cavall · d1 blanques alfil | c7 blanques cavall · e4 negres torre · f4 negres rei · f2 blanques rei · b1 blanques cavall · d1 blanques alfil | c7 blanques cavall · e4 negres torre · f4 negres rei · f2 blanques rei · b1 blanques cavall · d1 blanques alfil | c7 blanques cavall · e4 negres torre · f4 negres rei · f2 blanques rei · b1 blanques cavall · d1 blanques alfil | c7 blanques cavall · e4 negres torre · f4 negres rei · f2 blanques rei · b1 blanques cavall · d1 blanques alfil | c7 blanques cavall · e4 negres torre · f4 negres rei · f2 blanques rei · b1 blanques cavall · d1 blanques alfil | 6 |
| 5 | c7 blanques cavall · e4 negres torre · f4 negres rei · f2 blanques rei · b1 blanques cavall · d1 blanques alfil | c7 blanques cavall · e4 negres torre · f4 negres rei · f2 blanques rei · b1 blanques cavall · d1 blanques alfil | c7 blanques cavall · e4 negres torre · f4 negres rei · f2 blanques rei · b1 blanques cavall · d1 blanques alfil | c7 blanques cavall · e4 negres torre · f4 negres rei · f2 blanques rei · b1 blanques cavall · d1 blanques alfil | c7 blanques cavall · e4 negres torre · f4 negres rei · f2 blanques rei · b1 blanques cavall · d1 blanques alfil | c7 blanques cavall · e4 negres torre · f4 negres rei · f2 blanques rei · b1 blanques cavall · d1 blanques alfil | c7 blanques cavall · e4 negres torre · f4 negres rei · f2 blanques rei · b1 blanques cavall · d1 blanques alfil | c7 blanques cavall · e4 negres torre · f4 negres rei · f2 blanques rei · b1 blanques cavall · d1 blanques alfil | 5 |
| 4 | c7 blanques cavall · e4 negres torre · f4 negres rei · f2 blanques rei · b1 blanques cavall · d1 blanques alfil | c7 blanques cavall · e4 negres torre · f4 negres rei · f2 blanques rei · b1 blanques cavall · d1 blanques alfil | c7 blanques cavall · e4 negres torre · f4 negres rei · f2 blanques rei · b1 blanques cavall · d1 blanques alfil | c7 blanques cavall · e4 negres torre · f4 negres rei · f2 blanques rei · b1 blanques cavall · d1 blanques alfil | c7 blanques cavall · e4 negres torre · f4 negres rei · f2 blanques rei · b1 blanques cavall · d1 blanques alfil | c7 blanques cavall · e4 negres torre · f4 negres rei · f2 blanques rei · b1 blanques cavall · d1 blanques alfil | c7 blanques cavall · e4 negres torre · f4 negres rei · f2 blanques rei · b1 blanques cavall · d1 blanques alfil | c7 blanques cavall · e4 negres torre · f4 negres rei · f2 blanques rei · b1 blanques cavall · d1 blanques alfil | 4 |
| 3 | c7 blanques cavall · e4 negres torre · f4 negres rei · f2 blanques rei · b1 blanques cavall · d1 blanques alfil | c7 blanques cavall · e4 negres torre · f4 negres rei · f2 blanques rei · b1 blanques cavall · d1 blanques alfil | c7 blanques cavall · e4 negres torre · f4 negres rei · f2 blanques rei · b1 blanques cavall · d1 blanques alfil | c7 blanques cavall · e4 negres torre · f4 negres rei · f2 blanques rei · b1 blanques cavall · d1 blanques alfil | c7 blanques cavall · e4 negres torre · f4 negres rei · f2 blanques rei · b1 blanques cavall · d1 blanques alfil | c7 blanques cavall · e4 negres torre · f4 negres rei · f2 blanques rei · b1 blanques cavall · d1 blanques alfil | c7 blanques cavall · e4 negres torre · f4 negres rei · f2 blanques rei · b1 blanques cavall · d1 blanques alfil | c7 blanques cavall · e4 negres torre · f4 negres rei · f2 blanques rei · b1 blanques cavall · d1 blanques alfil | 3 |
| 2 | c7 blanques cavall · e4 negres torre · f4 negres rei · f2 blanques rei · b1 blanques cavall · d1 blanques alfil | c7 blanques cavall · e4 negres torre · f4 negres rei · f2 blanques rei · b1 blanques cavall · d1 blanques alfil | c7 blanques cavall · e4 negres torre · f4 negres rei · f2 blanques rei · b1 blanques cavall · d1 blanques alfil | c7 blanques cavall · e4 negres torre · f4 negres rei · f2 blanques rei · b1 blanques cavall · d1 blanques alfil | c7 blanques cavall · e4 negres torre · f4 negres rei · f2 blanques rei · b1 blanques cavall · d1 blanques alfil | c7 blanques cavall · e4 negres torre · f4 negres rei · f2 blanques rei · b1 blanques cavall · d1 blanques alfil | c7 blanques cavall · e4 negres torre · f4 negres rei · f2 blanques rei · b1 blanques cavall · d1 blanques alfil | c7 blanques cavall · e4 negres torre · f4 negres rei · f2 blanques rei · b1 blanques cavall · d1 blanques alfil | 2 |
| 1 | c7 blanques cavall · e4 negres torre · f4 negres rei · f2 blanques rei · b1 blanques cavall · d1 blanques alfil | c7 blanques cavall · e4 negres torre · f4 negres rei · f2 blanques rei · b1 blanques cavall · d1 blanques alfil | c7 blanques cavall · e4 negres torre · f4 negres rei · f2 blanques rei · b1 blanques cavall · d1 blanques alfil | c7 blanques cavall · e4 negres torre · f4 negres rei · f2 blanques rei · b1 blanques cavall · d1 blanques alfil | c7 blanques cavall · e4 negres torre · f4 negres rei · f2 blanques rei · b1 blanques cavall · d1 blanques alfil | c7 blanques cavall · e4 negres torre · f4 negres rei · f2 blanques rei · b1 blanques cavall · d1 blanques alfil | c7 blanques cavall · e4 negres torre · f4 negres rei · f2 blanques rei · b1 blanques cavall · d1 blanques alfil | c7 blanques cavall · e4 negres torre · f4 negres rei · f2 blanques rei · b1 blanques cavall · d1 blanques alfil | 1 |
|   | a | b | c | d | e | f | g | h |   |

Els exemples en estudis i composicions acostumen a ser més subtils, complexos i espectaculars que els que hom pot trobar en partides reals. L'exemple del diagrama de l'esquerra és un estudi de Henri Rinck publicat a La Stratégie el 1920. És el torn de les blanques, que han de guanyar. Les negres voldrien sacrificar la seva torre a canvi de l'alfil blanc, cosa que deixaria una posició taulífera (sacrificar pel cavall, en canvi, no seria bo, ja que sí que és possible de fer mat amb un cavall i un alfil, mentre que no és possible amb dos cavalls), però en aquest cas resulta que la torre està dominada, i la seva captura no pot ser evitada, a despit de la seva aparent llibertat de moviment. El primer moviment de la solució és 1.Cd2, després del qual qualsevol moviment de la torre permetria que fos capturada, bé directament, o bé a causa d'una forquilla (1...Te7 2.Cd5+; 1...Te3 2.Cd5+; 1...Td4 2.Ce6+; 1...Tb4 2.Cd5+) excepte: 1...Te5. Després de 2.Cc4 la situació és similar: només 2...Te4 i 2...Tf5 eviten la immediata pèrdua de la torre. Contra qualsevol jugada, les blanques continuen amb 3.Cd6 quan només 3...Te5 evita la derrota immediata. 4.Af3 deixa les negres sense cap esperança: novament, totes les jugades permeten la captura de la torre o bé una forquilla de cavall, excepte 4...Ta5, quan després de 5.Ce6+ Re5 6.Cc4+ la torre, finalment, es perd. En tot moment la torre ha tingut una gran elecció de moviments, i fins i tot dos cops ha tingut el màxim de 14 caselles on anar, però no s'ha pogut salvar perquè estava dominada.